# JR 나가세역
JR 나가세 역(일본어: JR長瀬駅, じぇいあーるながせえき 제이아-루나가세에키[*])은 일본 오사카부 히가시오사카시에 위치한 서일본 여객철도의 역이다. 히가시오사카시와 야오시의 시계 구간에 위치해 있으며, 역 고유색은 분홍색이다.

## 역 구조
섬식 승강장으로 1면 2선의 고가역이며 8량 편성까지 대응이 가능하다. 승강장에는 안전 울타리도 설치되어 있다. 지상에 개찰구가 있어, 승강장과의 연결은 엘리베이터 1기, 상하행별 에스컬레이터 2기가 수행하고 있다. 북측에 역전 광장과 로터리가 있다. 서일본 여객철도 교통 서비스의 위탁 영업을 받으며 무인 시간대에는 하나텐역 역무원과 인터폰으로 연락해 도움을 받을 수 있다. 또 역사의 모든 기기는 하나텐역의 원격 제어를 받는다.

### 승강장
| 1 | ■ 오사카히가시 선 | 하나텐 방면 |
| 2 | ■ 오사카히가시 선 | 규호지 방면 |

## 역사
- 2008년 3월 15일: 오사카히가시 선 하나텐 이남 구간 개통에 따라 개업.

## 인접정차역
| 서일본 여객철도 오사카히가시 선 | 서일본 여객철도 오사카히가시 선 | 서일본 여객철도 오사카히가시 선 |
| ------------------------------- | ------------------------------- | ------------------------------- |
| JR 슌토쿠미치 하나텐 방면       | ■ 오사카히가시 선 보통          | 기즈리카미키타 규호지 방면      |